# Championnat du monde de Formule 1 2007
Navigation
2006 2008
Le championnat du monde de Formule 1 2007 qui se déroule en 17 manches entre le 18 mars et le 21 octobre 2007, est remporté par le Finlandais Kimi Räikkönen sur Ferrari chez les pilotes et par la Scuderia Ferrari chez les constructeurs. 
Kimi Räikkönen reste le dernier champion du monde titré avec Ferrari.

## Résumé du championnat 2007 de F1
La saison est particulièrement agitée sur la piste comme en coulisses : tandis que McLaren Racing est sanctionnée par le pouvoir sportif et disqualifiée à la fin de l'exercice pour une affaire d'espionnage industriel aux dépens de Ferrari, les pilotes des deux écuries bataillent pour les titres pilotes et constructeurs, s'échangent les victoires et les podiums et se retrouvent à trois (Kimi Räikkönen, Lewis Hamilton et Fernando Alonso) en lice pour le sacre lors de l'épreuve de clôture, le 21 octobre, à Interlagos. 
Räikkönen, qui a quitté McLaren pour Ferrari, remporte le Grand Prix inaugural, à Melbourne, pour son premier départ en rouge. Hamilton, qui dispute sa première saison de Formule 1, s'impose dès son sixième Grand Prix, à Montréal. Alonso, double champion du monde en titre, qui a quitté Renault F1 Team pour faire équipe avec le jeune pilote britannique, vit mal son année dans l'écurie de Ron Dennis, mais s'impose quatre fois et monte douze fois sur le podium. 
Au Brésil, pour la manche finale, Hamilton (quatre victoires) est en tête du classement avec seulement quatre points d'avance sur Alonso et sept sur Räikkönen (cinq victoires). Le Finlandais bénéficie d'un heureux concours de circonstances pour l'emporter devant son coéquipier Felipe Massa alors qu'Alonso se classe troisième et Hamilton septième. 
Räikkönen est sacré champion du monde avec 110 points devant Hamilton et Alonso, 109 points. Si les pilotes McLaren conservent leurs résultats et leurs points, leur écurie (218 points, soit 14 de plus que Ferrari) est exclue du classement ; Ferrari remporte ainsi son quinzième titre constructeurs sur tapis vert. 
Le 17 juin, à Indianapolis, Sebastian Vettel dispute sa première course en Formule 1 au volant d'une  BMW Sauber ; huitième, il devient, à 19 ans et 11 mois, le plus jeune pilote à inscrire des points dans la discipline. 

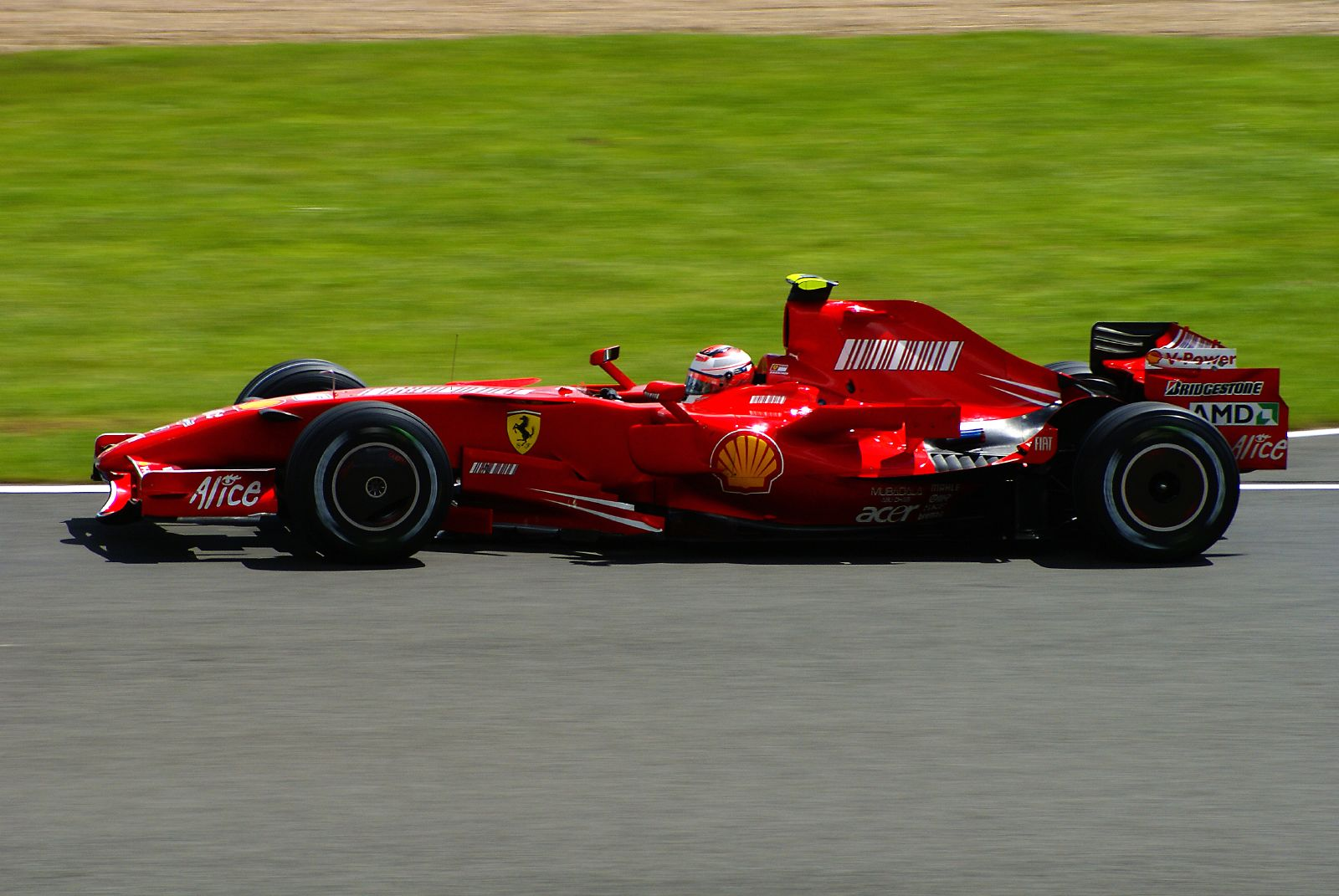
La Scuderia Ferrari, championne du monde des constructeurs, en 2007

## Repères de début de saison

### Pilotes

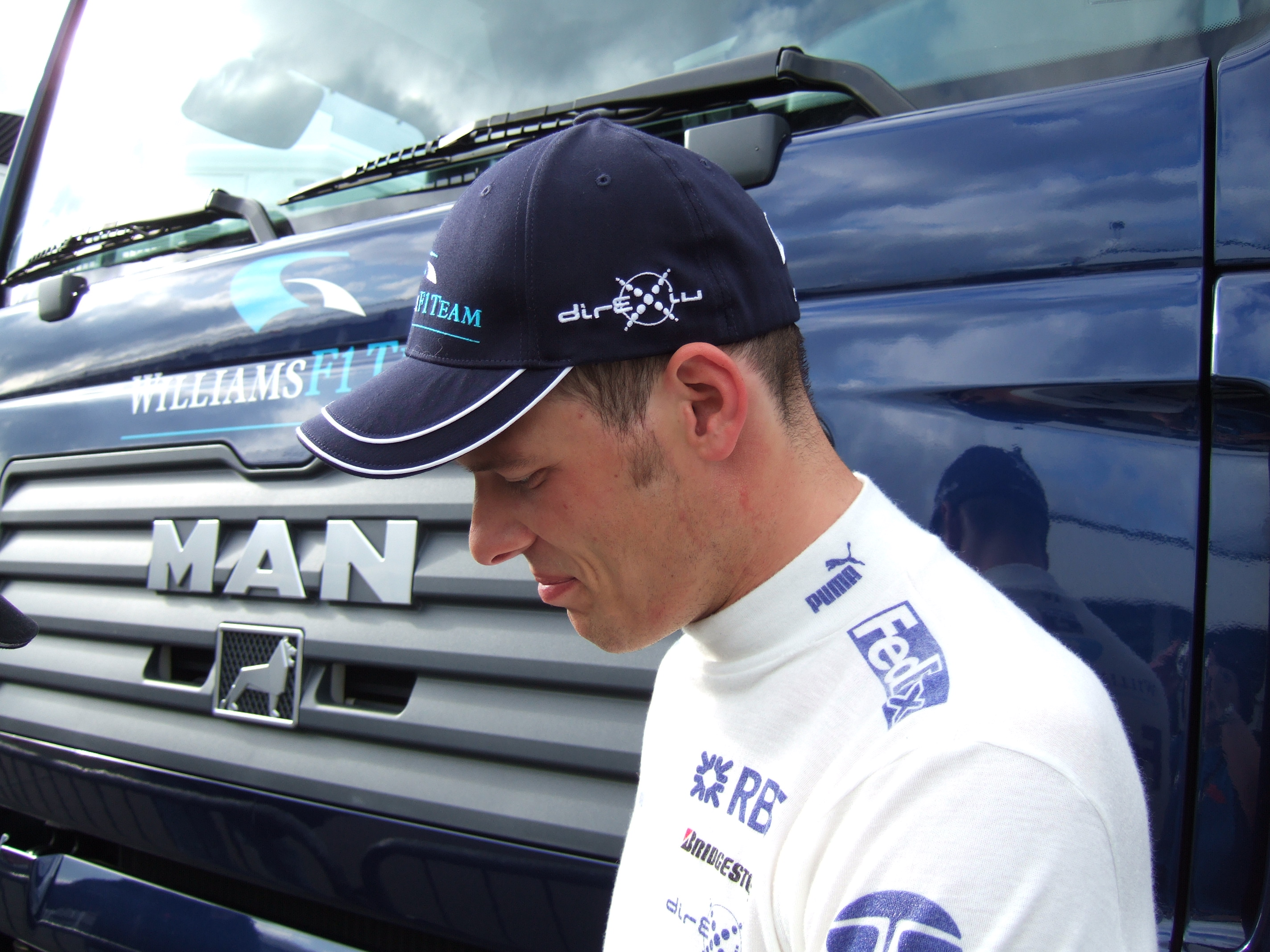
Alexander Wurz fait son retour en tant que titulaire chez Williams.

- Transferts importants dans les équipes majeures notamment de Kimi Räikkönen de McLaren vers Ferrari et de Fernando Alonso de Renault vers McLaren.
- Retraits de Michael Schumacher, Jacques Villeneuve et Juan Pablo Montoya[1].
- À la suite des retraits de Schumacher et Villeneuve, Fernando Alonso est le seul champion du monde encore en activité[1].
- Rubens Barrichello est le pilote engagé en 2007 ayant le plus d'expérience avec 235 départs en F1, devant David Coulthard (212 GP) et Giancarlo Fisichella (177 GP)[1].
- Rubens Barrichello est le pilote engagé en 2007 totalisant le plus de points (519), devant David Coulthard (512) et Fernando Alonso (383).
- 9 pilotes engagés en 2007 ont déjà remporté au moins un GP : Alonso (15), Coulthard (13), Barrichello (9), Räikkönen (9), Ralf Schumacher (6), Fisichella (3), Massa (2), Trulli (1), Button (1)[1].
- Retour en tant que titulaire d'Alexander Wurz (absent des grilles de départ depuis 2000, sauf une pige au Grand Prix de Saint-Marin 2005 en remplacement de Juan Pablo Montoya chez McLaren)
- Débuts en tant que pilote-titulaire de Lewis Hamilton, Heikki Kovalainen, Adrian Sutil et Anthony Davidson (3 GP disputés).

### Écuries

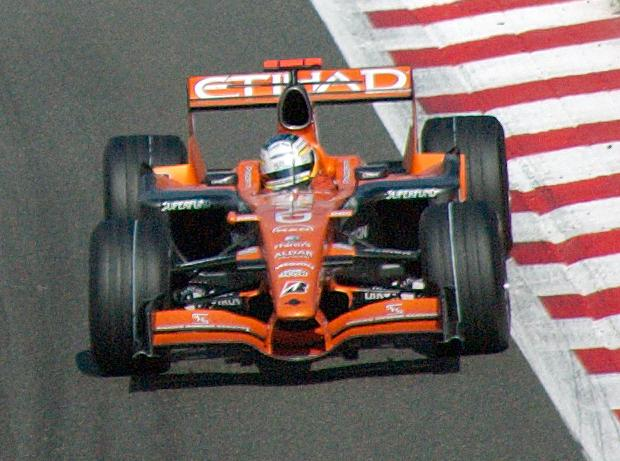
Spyker F1 Team remplace Midland en 2007.

- Spyker remplace définitivement Midland.
- Fourniture de moteurs Renault pour Red Bull.
- Fourniture de moteurs Ferrari pour Toro Rosso.
- Fourniture de moteurs Ferrari pour Spyker.
- Fourniture de moteurs Toyota pour Williams.
- Changement de livrée des monoplaces des équipes prépondérantes à la suite de changements de commanditaires (rouge-Vodafone chez McLaren-Mercedes, remplacement du turquoise-Mild Seven par le orange-ING chez Renault et remplacement du blanc et rouge-Japon-Lucky Strike par une représentation satellitaire de la Terre en vert et bleu (couleurs BP Ultimate « camouflées » et provisoires puisque le contrat avec le pétrolier n'a jamais été conclu) chez Honda.
- Red Bull Racing, qui courait sous licence britannique en 2005 et 2006, est désormais titulaire d'une licence autrichienne[2].

### Grands Prix

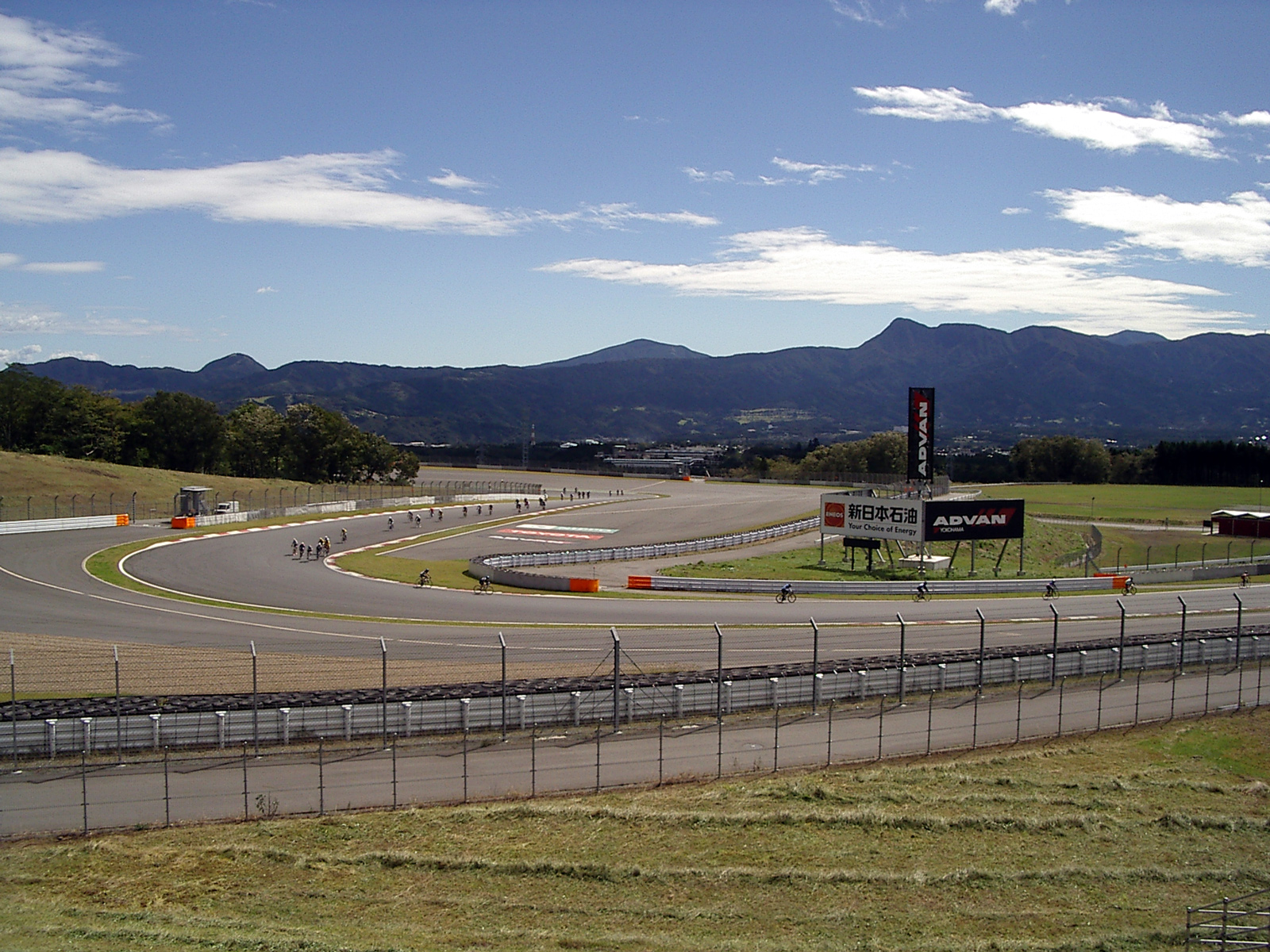
Le circuit du Mont Fuji accueille le Grand Prix du Japon au détriment de Suzuka.

- La saison débute le week-end du 18 mars avec le retour de l'Australie (Melbourne) en ouverture.
- Alternance de l'épreuve allemande au Nürburgring et à Hockenheim d'une année sur l'autre (Nürburgring en 2007). Toutefois, à la suite d'un conflit quant à la paternité du titre « GP d'Allemagne », l'épreuve disputée au Nürburgring conserve en 2007 le titre de Grand Prix d'Europe. Pour la première fois depuis la saison 1955, il n'y a donc pas de Grand Prix d'Allemagne.
- Retour du Grand Prix de Belgique (à Spa) après une série de travaux de modernisation au niveau des stands, du virage de la Source et de la chicane de l'Arrêt de bus, celle-ci consistant désormais en un unique droite-gauche serré, contrairement au passé.
- Retour du Grand Prix du Japon au circuit du Mont Fuji au détriment de celui de Suzuka. Le circuit du Mont Fuji n'a accueilli jusqu'à présent que deux éditions du Grand Prix du Japon, en 1976 et 1977.
- Disparition du Grand Prix de Saint-Marin à Imola.

## Réglementation

### Règlement sportif: les nouveautés
- 8 séances d'essais privés collectifs de trois jours, avec une seule monoplace, pour toute la saison.
- 3 journées individuelles d'essais privés individuels, sur une piste choisie par chaque écurie (1 monoplace autorisée).
- Possibilité d'engager un 4e, 5e, 6e pilote d'essai, titulaire d'une super-licence, pour les essais libres du vendredi sous réserve de n'inscrire qu'un pilote par séance et que seulement deux monoplaces au maximum de la même écurie tournent en même temps sur la piste. Le pilote d'essai devra obligatoirement tourner sur une des deux monoplaces autorisées à participer au GP.
- La durée des deux séances d'essais libres du vendredi passe de 1 heure à 90 minutes chacune.
- Une monoplace « mulet » pourra être présente sur chaque GP mais gardée dans le camion de transport si elle n'est pas réclamée par un pilote contraint de changer de monoplace. Si le mulet est utilisé après la séance de qualification, le pilote devra prendre le départ depuis la voie des stands.
- La vitesse maximale dans les stands est limitée à 80 km/h.
- Durant n'importe quelle séance d'essai les commissaires peuvent pénaliser par un décalage sur la ligne de départ (et de façon irrévocable) tout pilote auteur d'une action jugée anti-sportive.
- En cas d'intervention de la voiture de sécurité, les monoplaces ne sont pas autorisées à regagner la voie des stands tant qu'elles ne seront pas toutes regroupées derrière la voiture de sécurité.
- Chaque pilote reçoit un contingent de quatorze trains de pneus « sec », quatre trains de pneus « pluie » et trois trains de pneus « pluie extrême » par week-end de GP.
- Un maximum de quatre trains de pneus « sec » sera disponible par pilote pour les séances d'essais du vendredi. Pour les qualifications et la course, les pilotes auront droit à cinq trains de « sec type 1 » (gomme tendre) et cinq trains de « sec type 2 » (gomme dure).
- Lors de la course, les pilotes doivent obligatoirement utiliser les deux spécifications de gommes fournies par le manufacturier. Les pneus « tendre » sont identifiables par une rainure blanche.

### Règlement technique: les nouveautés
- Moteur atmosphérique V8 à 90° de 2 400 cm³.
- Régime maximum limité à 19 000 tr/min.
- Généralisation des boîtes de vitesses sans à-coups (seamless) équipées d'un double embrayage.
- Les moteurs 2007 sont développés à partir des moteurs 2006 (utilisable pour 2 GP minimum) utilisés lors des derniers GP (Japon-Chine). Un exemplaire moteur de chaque motoriste a été plombé puis confié à la FIA à l'issue du dernier GP de la saison 2006. Ce moteur plombé constitue dès lors une référence à partir de laquelle les ingénieurs n'ont le droit d'optimiser que les éléments suivants: conduites, soupapes et arbres à cames d'admission et d'échappement, chambre de combustion, forme et axe des pistons, pieds et paliers de bielles. Un exemplaire définitif du moteur optimisé pour la saison 2007 doit être déposé à la FIA au plus tard le 1er mars 2007 où il sera à son tour plombé.
- Le V8 optimisé 2007 ne devra subir aucune retouche interne pour une durée de quatre ans (sauf par dérogation à la suite d'une série de casses mécaniques).
- Le kilométrage couvert lors des séances d'essais libres n'est plus comptabilisé pour la durée de vie du moteur. Le moteur de course pourra donc être différent du moteur d'essai et devra au plus tard être installé dans la monoplace avant la séance d'essais qualificatifs. Le moteur en spécification « course » devra disputer l'intégralité des séances de qualifications et de course durant 2 GP consécutifs.
- Poids minimum de la monoplace fixé à 605 kg à tout moment du GP (en 2006, le poids minimum en course était de 600 kg, contre 605 kg en essais).
- Caméra embarquée fixée sur l'arceau de couleur rouge fluo pour la première monoplace de chaque écurie et jaune fluo pour la seconde.
- Bridgestone est le seul fournisseur de pneumatiques et ce jusqu'en 2010. Bridgestone choisira et fournira deux types de pneus « sec » par Grand Prix (tendre et dur). Il n'y a qu'une seule architecture de pneus pour toute la saison et quatre types de gommes différentes.

## Pilotes et monoplaces
| Écurie                      | Constructeur | Châssis | Moteur                   | Pneus | no | Pilotes                                            | Pilotes d'essais, de réserve ou de développement                                          |
| --------------------------- | ------------ | ------- | ------------------------ | ----- | -- | -------------------------------------------------- | ----------------------------------------------------------------------------------------- |
| Vodafone McLaren Mercedes   | McLaren      | MP4-22  | Mercedes FO 108T 2,4l V8 | B     | 1  | Fernando Alonso                                    | Pedro de la Rosa Gary Paffett Jamie Green                                                 |
| Vodafone McLaren Mercedes   | McLaren      | MP4-22  | Mercedes FO 108T 2,4l V8 | B     | 2  | Lewis Hamilton                                     | Pedro de la Rosa Gary Paffett Jamie Green                                                 |
| ING Renault F1 Team         | Renault      | R27     | Renault RS27 2,4l V8     | B     | 3  | Giancarlo Fisichella                               | Ricardo Zonta Nelsinho Piquet                                                             |
| ING Renault F1 Team         | Renault      | R27     | Renault RS27 2,4l V8     | B     | 4  | Heikki Kovalainen                                  | Ricardo Zonta Nelsinho Piquet                                                             |
| Scuderia Ferrari Marlboro   | Ferrari      | F2007   | Ferrari 056 2,4l V8      | B     | 5  | Felipe Massa                                       | Luca Badoer Marc Gené                                                                     |
| Scuderia Ferrari Marlboro   | Ferrari      | F2007   | Ferrari 056 2,4l V8      | B     | 6  | Kimi Räikkönen                                     | Luca Badoer Marc Gené                                                                     |
| Honda Racing F1 Team        | Honda        | RA107   | Honda RA807E 2,4l V8     | B     | 7  | Jenson Button                                      | Christian Klien James Rossiter                                                            |
| Honda Racing F1 Team        | Honda        | RA107   | Honda RA807E 2,4l V8     | B     | 8  | Rubens Barrichello                                 | Christian Klien James Rossiter                                                            |
| BMW Sauber F1 Team          | BMW          | F1.07   | BMW P86-7 2,4l V8        | B     | 9  | Nick Heidfeld                                      | Sebastian Vettel Timo Glock                                                               |
| BMW Sauber F1 Team          | BMW          | F1.07   | BMW P86-7 2,4l V8        | B     | 10 | Robert Kubica Sebastian Vettel                     | Sebastian Vettel Timo Glock                                                               |
| Panasonic Toyota Racing     | Toyota       | TF107   | Toyota RVX-07 2,4l V8    | B     | 11 | Ralf Schumacher                                    | Franck Montagny Kohei Hirate Kamui Kobayashi                                              |
| Panasonic Toyota Racing     | Toyota       | TF107   | Toyota RVX-07 2,4l V8    | B     | 12 | Jarno Trulli                                       | Franck Montagny Kohei Hirate Kamui Kobayashi                                              |
| Red Bull Racing             | Red Bull     | RB3     | Renault RS27 2,4l V8     | B     | 14 | David Coulthard                                    | Robert Doornbos Michael Ammermüller                                                       |
| Red Bull Racing             | Red Bull     | RB3     | Renault RS27 2,4l V8     | B     | 15 | Mark Webber                                        | Robert Doornbos Michael Ammermüller                                                       |
| AT&T Williams               | Williams     | FW29    | Toyota RVX-07 2,4l V8    | B     | 16 | Nico Rosberg                                       | Narain Karthikeyan Kazuki Nakajima                                                        |
| AT&T Williams               | Williams     | FW29    | Toyota RVX-07 2,4l V8    | B     | 17 | Alexander Wurz Kazuki Nakajima                     | Narain Karthikeyan Kazuki Nakajima                                                        |
| Scuderia Toro Rosso         | Toro Rosso   | STR2    | Ferrari 056 2,4l V8      | B     | 18 | Vitantonio Liuzzi                                  | Sebastian Vettel                                                                          |
| Scuderia Toro Rosso         | Toro Rosso   | STR2    | Ferrari 056 2,4l V8      | B     | 19 | Scott Speed Sebastian Vettel                       | Sebastian Vettel                                                                          |
| Etihad Aldar Spyker F1 Team | Spyker       | F8-VII  | Ferrari 056 2,4l V8      | B     | 20 | Adrian Sutil                                       | Mohamed Fairuz Fauzy Giedo van der Garde Adrián Vallés Markus Winkelhock Roldán Rodríguez |
| Etihad Aldar Spyker F1 Team | Spyker       | F8-VII  | Ferrari 056 2,4l V8      | B     | 21 | Christijan Albers Sakon Yamamoto Markus Winkelhock | Mohamed Fairuz Fauzy Giedo van der Garde Adrián Vallés Markus Winkelhock Roldán Rodríguez |
| Super Aguri Formula 1 Team  | Super Aguri  | SA07    | Honda RA807E 2,4l V8     | B     | 22 | Takuma Satō                                        | Sakon Yamamoto James Rossiter                                                             |
| Super Aguri Formula 1 Team  | Super Aguri  | SA07    | Honda RA807E 2,4l V8     | B     | 23 | Anthony Davidson                                   | Sakon Yamamoto James Rossiter                                                             |

## Grands Prix de la saison 2007
| no  | Date         | Grand Prix                    | Lieu              | Vainqueur       | Écurie           | Pole position   | Record du tour  | Résumé |
| --- | ------------ | ----------------------------- | ----------------- | --------------- | ---------------- | --------------- | --------------- | ------ |
| 769 | 18 mars      | Grand Prix d'Australie        | Melbourne         | Kimi Räikkönen  | Ferrari          | Kimi Räikkönen  | Kimi Räikkönen  | Résumé |
| 770 | 8 avril      | Grand Prix de Malaisie        | Sepang            | Fernando Alonso | McLaren-Mercedes | Felipe Massa    | Lewis Hamilton  | Résumé |
| 771 | 15 avril     | Grand Prix de Bahreïn         | Sakhir            | Felipe Massa    | Ferrari          | Felipe Massa    | Felipe Massa    | Résumé |
| 772 | 13 mai       | Grand Prix d'Espagne          | Barcelone         | Felipe Massa    | Ferrari          | Felipe Massa    | Felipe Massa    | Résumé |
| 773 | 27 mai       | Grand Prix de Monaco          | Monaco            | Fernando Alonso | McLaren-Mercedes | Fernando Alonso | Fernando Alonso | Résumé |
| 774 | 10 juin      | Grand Prix du Canada          | Montréal          | Lewis Hamilton  | McLaren-Mercedes | Lewis Hamilton  | Fernando Alonso | Résumé |
| 775 | 17 juin      | Grand Prix des États-Unis     | Indianapolis      | Lewis Hamilton  | McLaren-Mercedes | Lewis Hamilton  | Kimi Räikkönen  | Résumé |
| 776 | 1er juillet  | Grand Prix de France          | Magny-Cours       | Kimi Räikkönen  | Ferrari          | Felipe Massa    | Felipe Massa    | Résumé |
| 777 | 8 juillet    | Grand Prix de Grande-Bretagne | Silverstone       | Kimi Räikkönen  | Ferrari          | Lewis Hamilton  | Kimi Räikkönen  | Résumé |
| 778 | 22 juillet   | Grand Prix d'Europe           | Nürburgring       | Fernando Alonso | McLaren-Mercedes | Kimi Räikkönen  | Felipe Massa    | Résumé |
| 779 | 5 août       | Grand Prix de Hongrie         | Hungaroring       | Lewis Hamilton  | McLaren-Mercedes | Lewis Hamilton  | Kimi Räikkönen  | Résumé |
| 780 | 26 août      | Grand Prix de Turquie         | Istanbul          | Felipe Massa    | Ferrari          | Felipe Massa    | Kimi Räikkönen  | Résumé |
| 781 | 9 septembre  | Grand Prix d'Italie           | Monza             | Fernando Alonso | McLaren-Mercedes | Fernando Alonso | Fernando Alonso | Résumé |
| 782 | 16 septembre | Grand Prix de Belgique        | Spa-Francorchamps | Kimi Räikkönen  | Ferrari          | Kimi Räikkönen  | Felipe Massa    | Résumé |
| 783 | 30 septembre | Grand Prix du Japon           | Mont Fuji         | Lewis Hamilton  | McLaren-Mercedes | Lewis Hamilton  | Lewis Hamilton  | Résumé |
| 784 | 7 octobre    | Grand Prix de Chine           | Shanghai          | Kimi Räikkönen  | Ferrari          | Lewis Hamilton  | Felipe Massa    | Résumé |
| 785 | 21 octobre   | Grand Prix du Brésil          | Interlagos        | Kimi Räikkönen  | Ferrari          | Felipe Massa    | Kimi Räikkönen  | Résumé |

## Déroulement de la saison et faits marquants du championnat

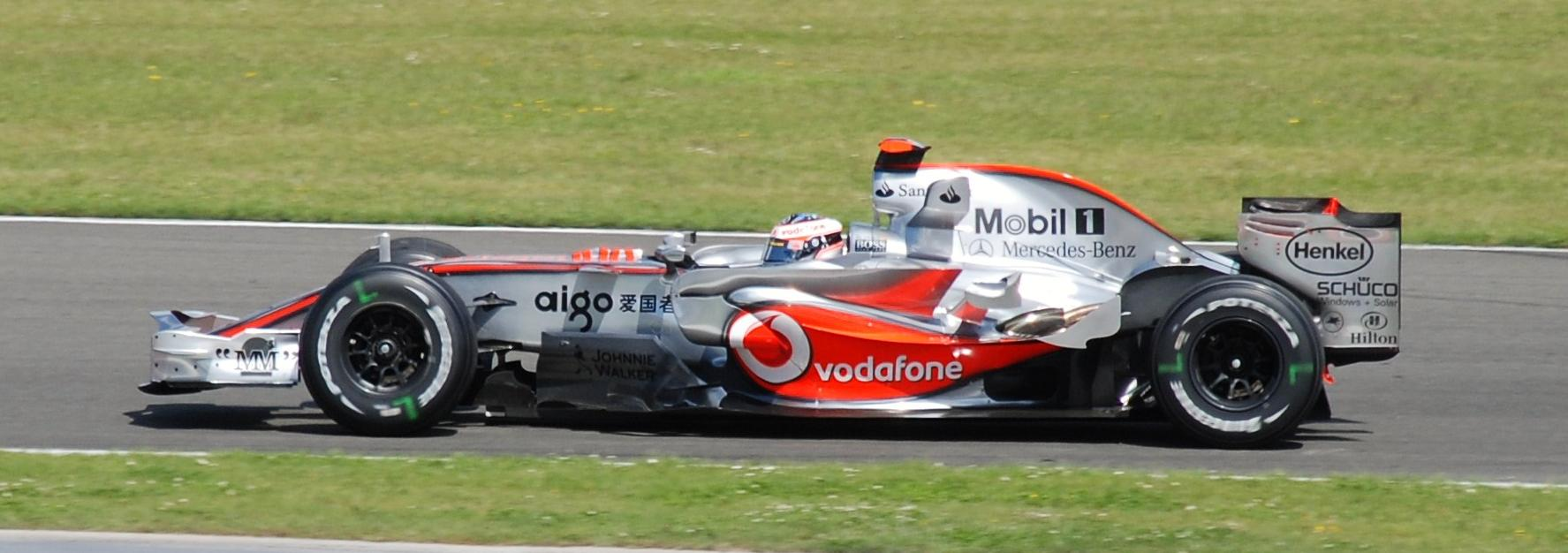
La McLaren MP4-22.

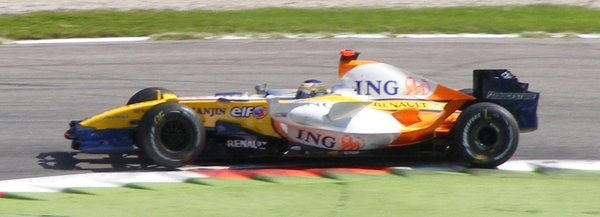
La Renault R27.

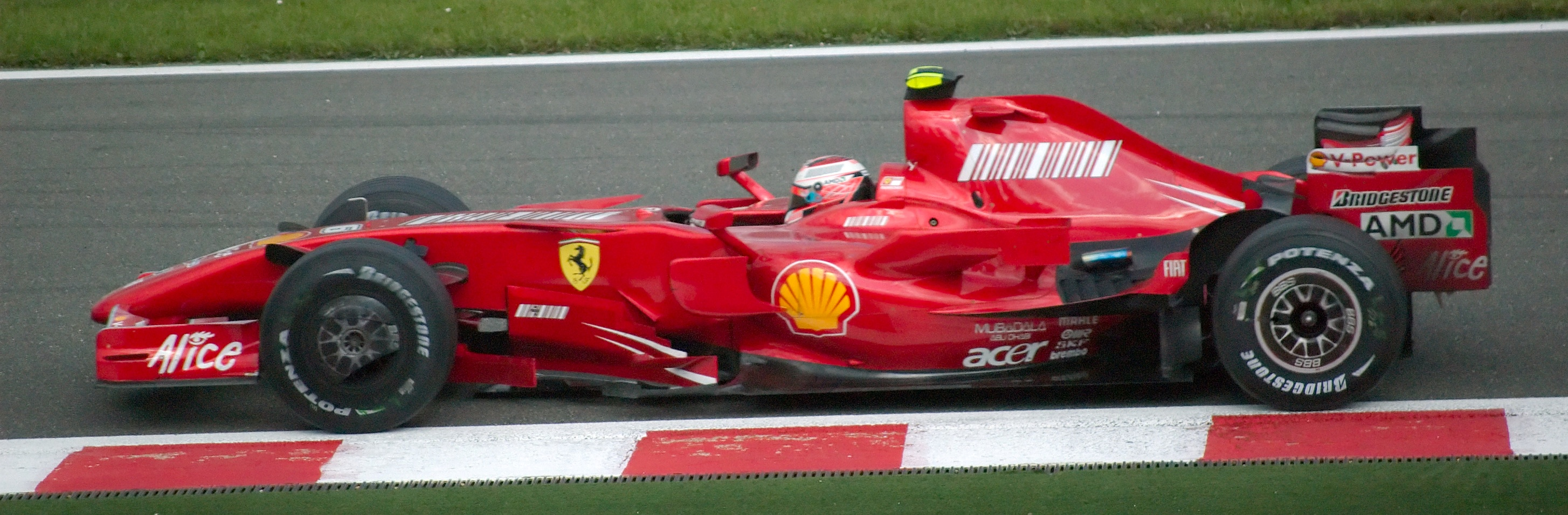
La Ferrari F2007.

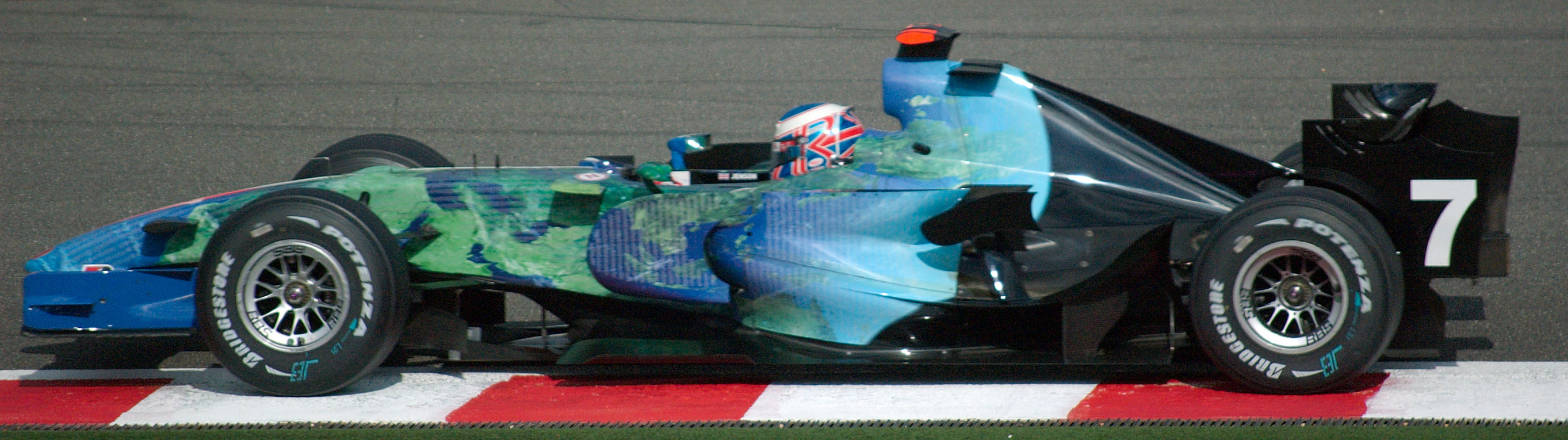
La Honda RA107.

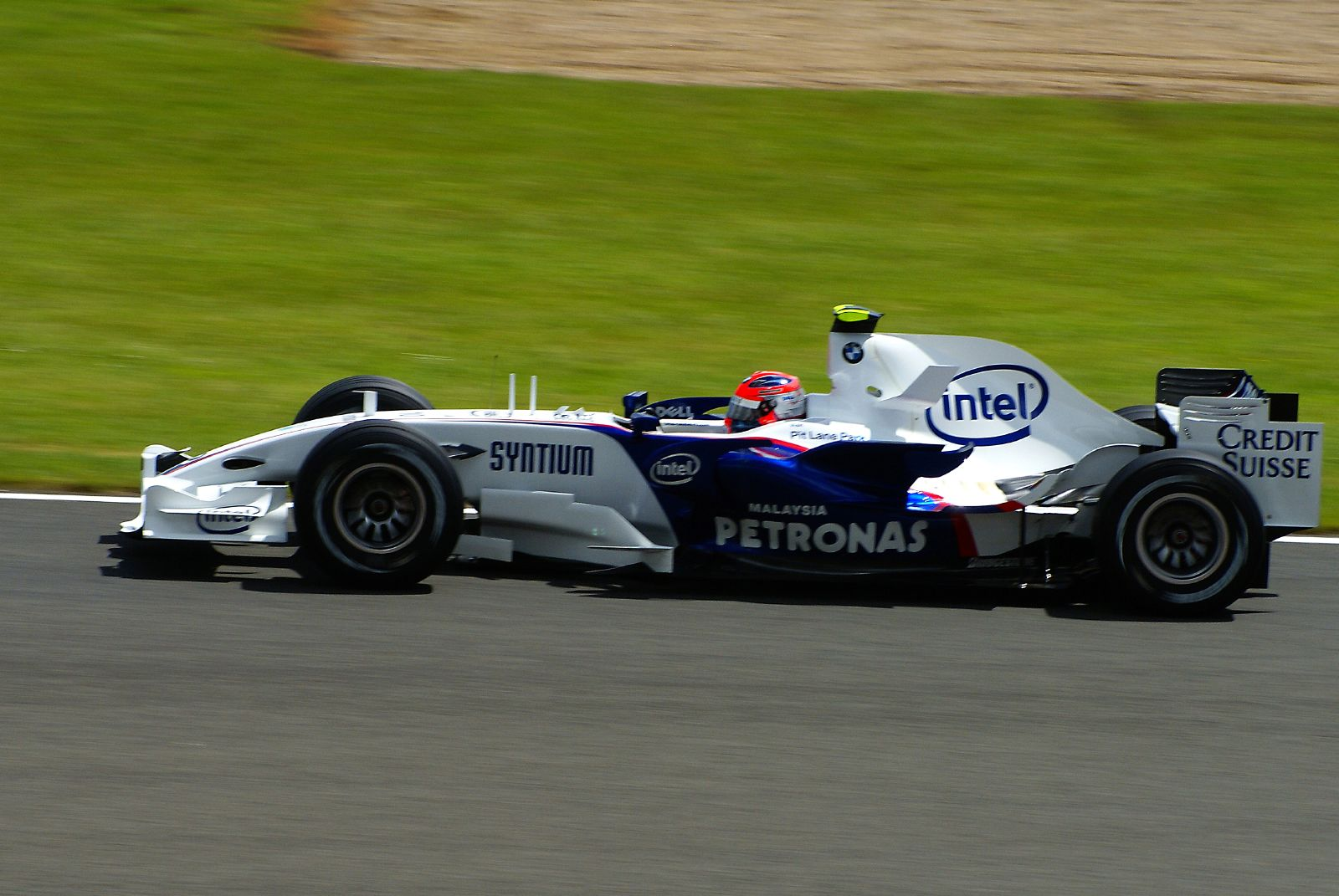
La BMW Sauber F1.07.

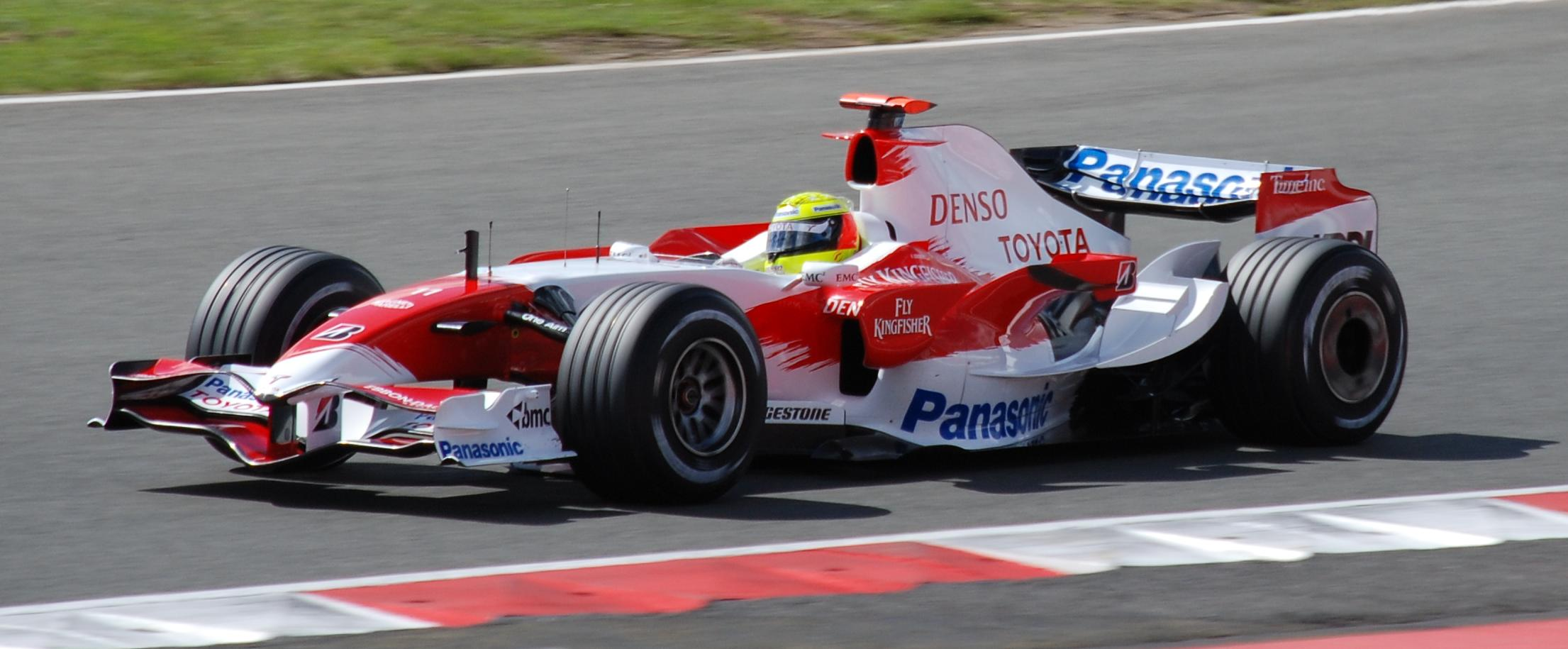
La Toyota TF107.

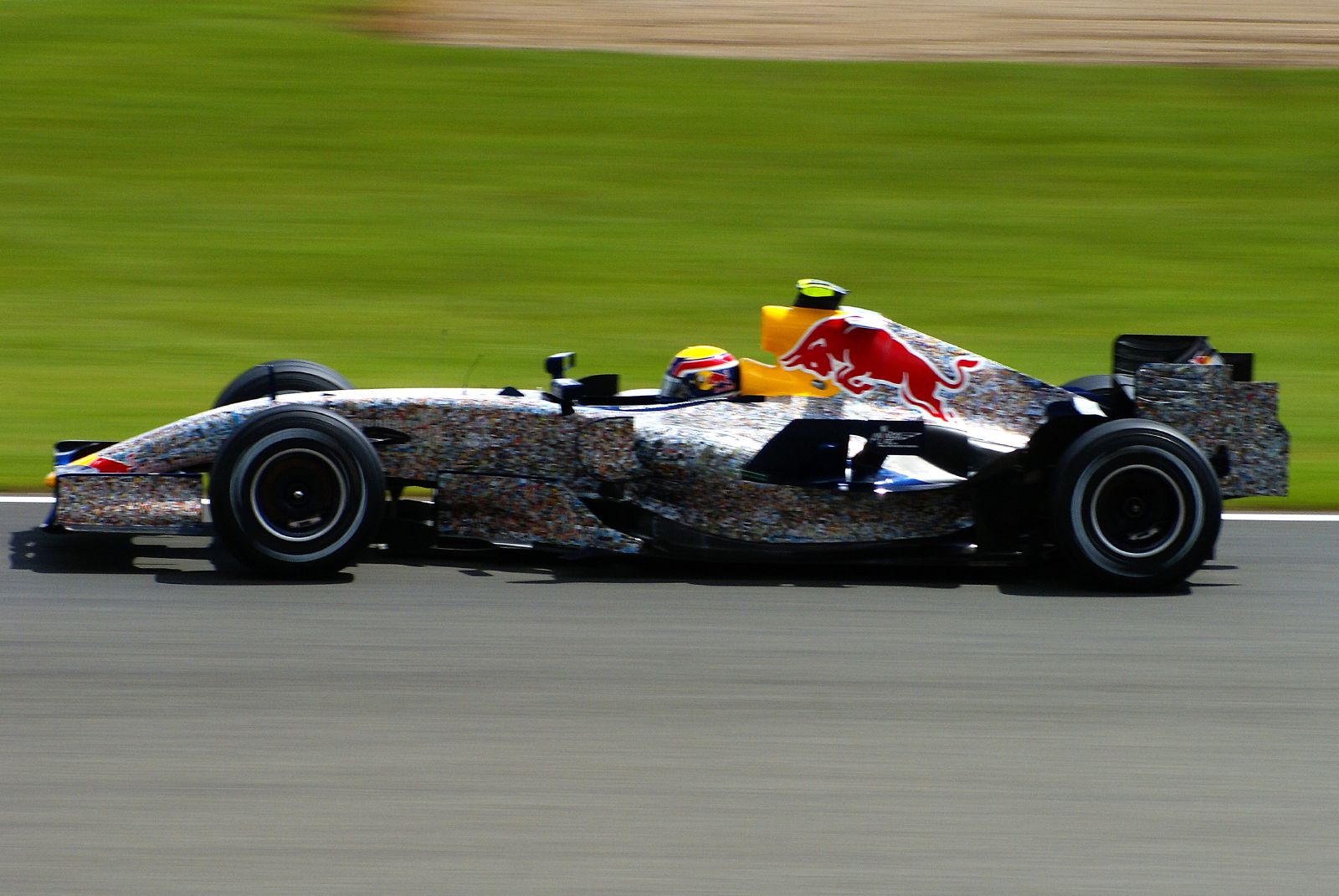
La Red Bull RB3.

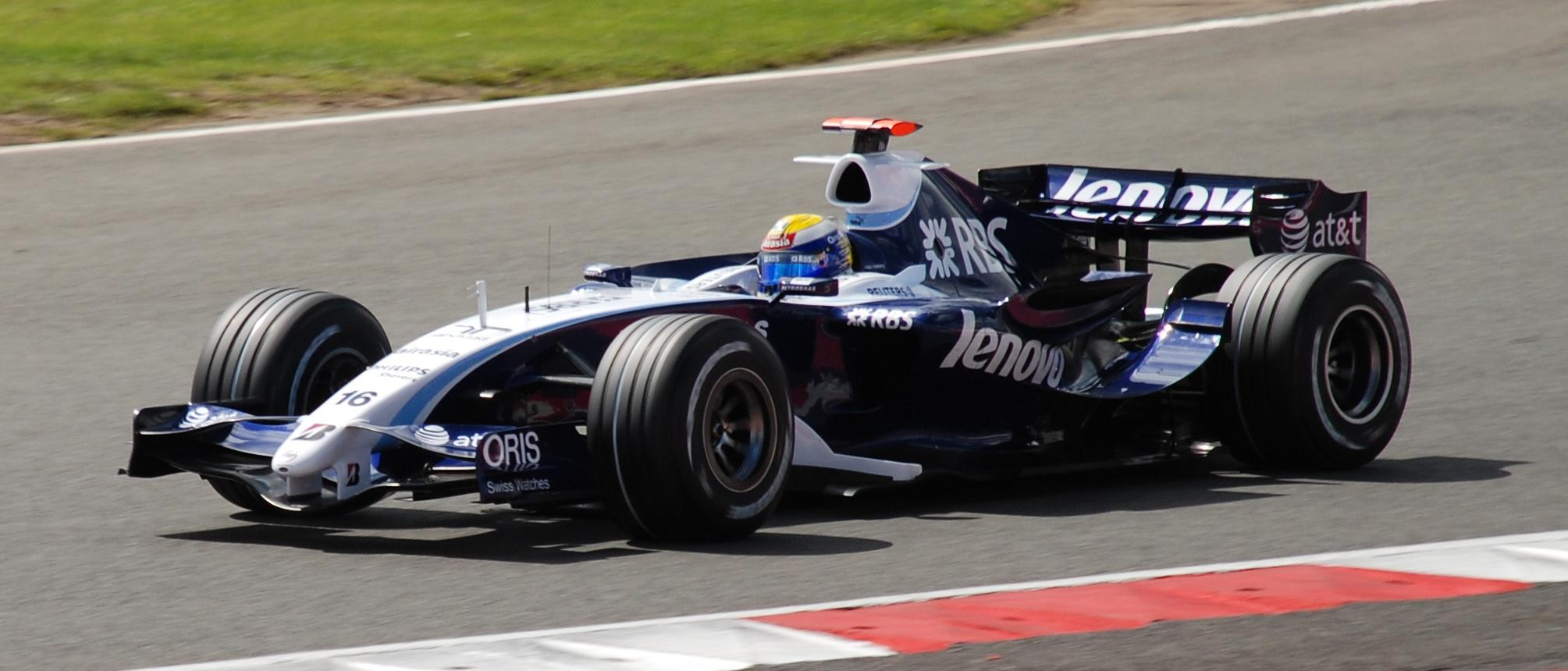
La Williams FW29.

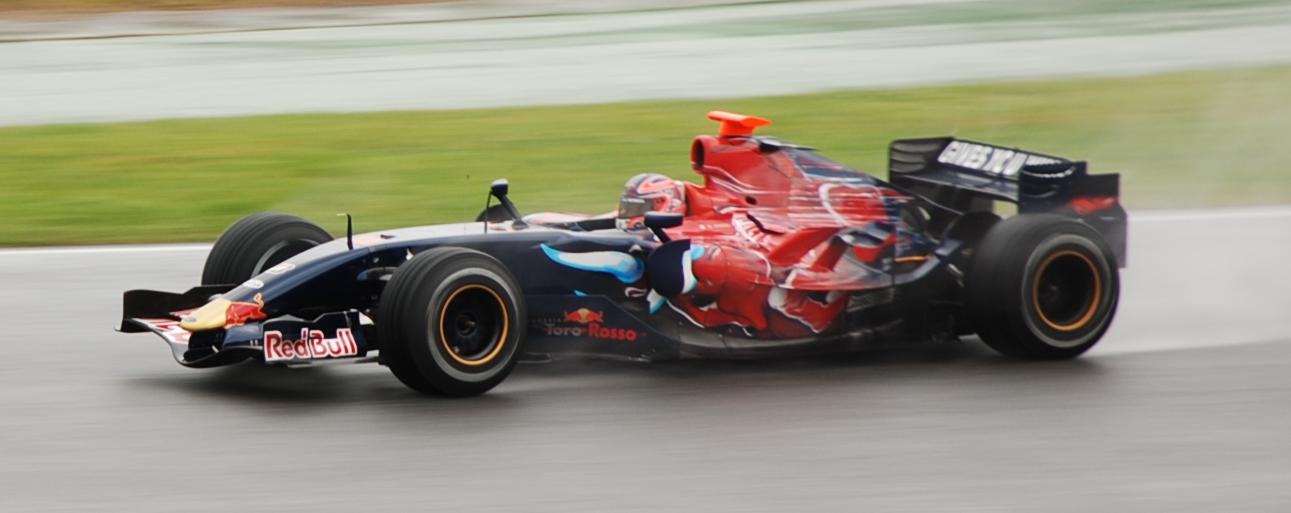
La Toro Rosso STR2.

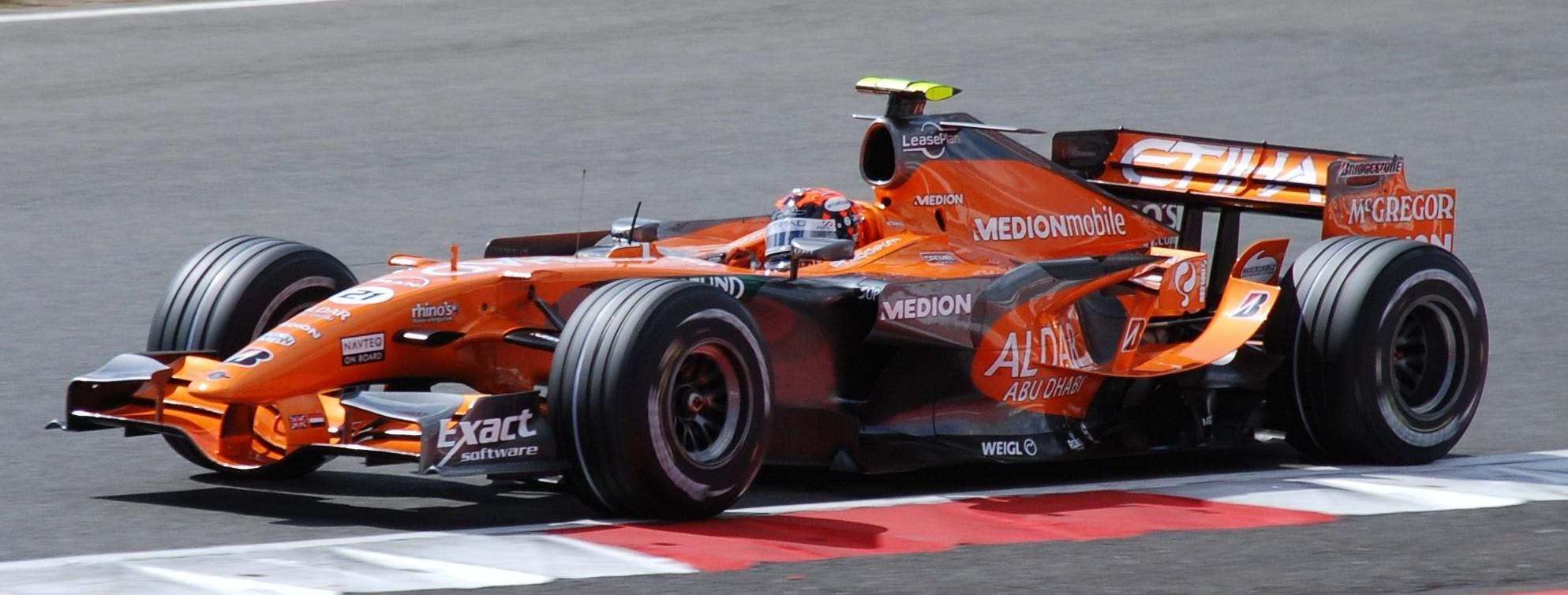
La Spyker F8-VII.

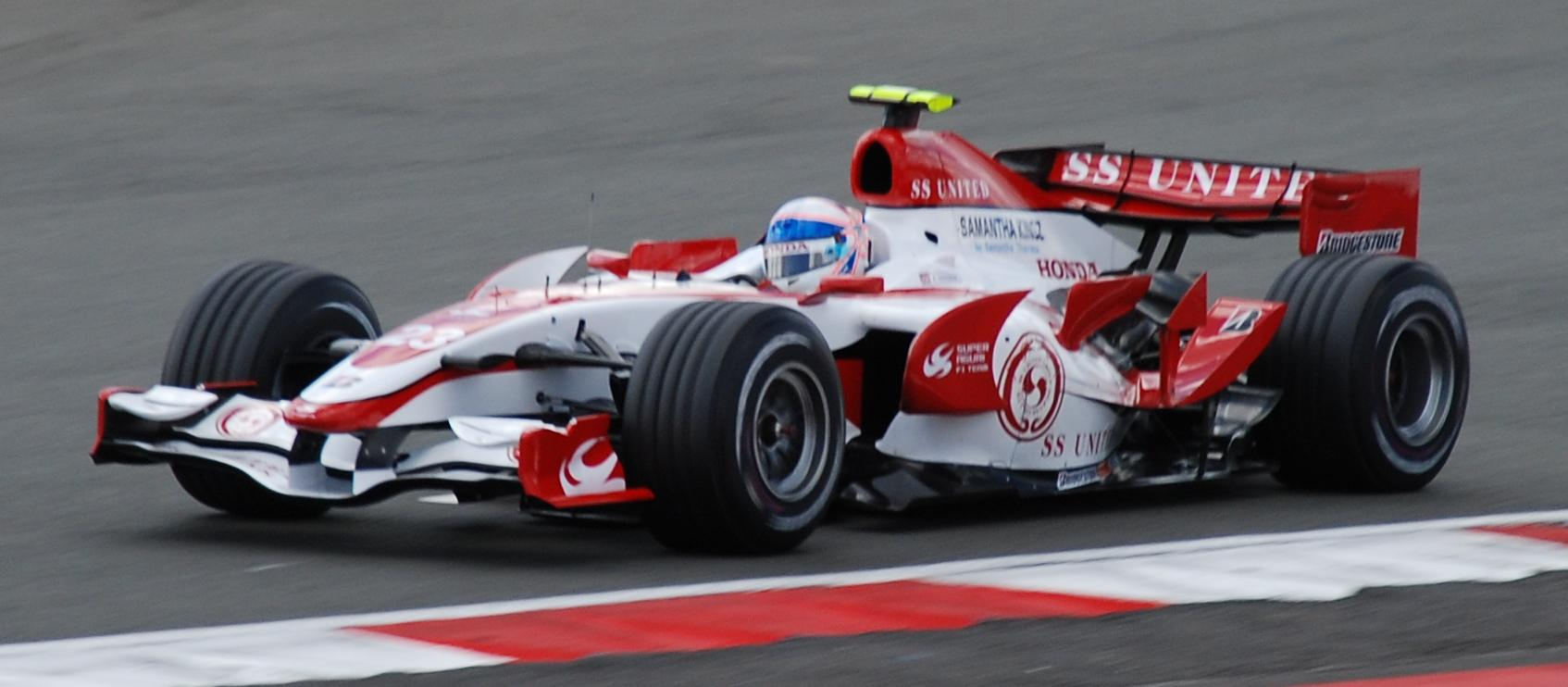
La Super Aguri SA07.

- C'est la première fois depuis 2003 qu'il y a 3 vainqueurs différents lors des 3 premières courses.

- À l'issue du 3e Grand Prix de la saison (Bahreïn), les trois pilotes en tête du championnat (Alonso, Räikkönen et Hamilton) totalisent le même nombre de points (22). Depuis la création du championnat du monde une telle situation ne s'est produite qu'en une seule autre occasion, à l'issue des 500 miles d'Indianapolis 1950 où Giuseppe Farina (vainqueur en Grande-Bretagne), Juan Manuel Fangio (vainqueur à Monaco) et Johnnie Parsons (vainqueur à Indianapolis) avaient tous les trois inscrit 9 points.

- En terminant 8e du Grand Prix de Barcelone, Takuma Satō permet à son écurie Super Aguri F1, engagée en championnat du monde depuis la saison 2006, d'inscrire son premier point au championnat.

- À l'issue du Grand Prix de France, les quatre pilotes en tête du championnat du monde (Hamilton, Alonso, Massa et Räikkönen) se sont équitablement partagés les victoires, chacun ayant remporté deux des huit épreuves disputées.

- Lewis Hamilton est le premier pilote de l'histoire à monter sur le podium lors de ses 9 premières courses en championnat du monde.

- Sebastian Vettel a fait ses débuts en F1 lors du Grand Prix des États-Unis où il remplaçait Robert Kubica blessé lors de l'épreuve précédente. Qualifié en 7e position, Vettel a terminé la course à la 8e place et a inscrit son premier point pour sa première course. Il devient, à seulement 19 ans, 11 mois et 14 jours, le plus jeune pilote de l'histoire de la Formule 1 à inscrire un point (le précédent record appartenait à Jenson Button depuis le Grand Prix du Brésil 2000).

- Markus Winkelhock (fils de Manfred Winkelhock et neveu de Joachim Winkelhock, tous deux anciens pilotes de F1) a fait ses débuts en Grand Prix à l'occasion du Grand Prix d'Europe en remplaçant Christijan Albers (officiellement limogé par Spyker le 10 juillet pour défaillance des sponsors du Néerlandais). Pour son premier et unique Grand Prix, il réussit la performance de mener la course pendant 6 tours (soit 31 km), avant de devoir abandonner à la suite d'une défaillance mécanique et permet ainsi à son équipe Spyker d'entrer dans les tablettes de la discipline en tant qu'écurie ayant mené une épreuve.

- À partir du Grand Prix de Hongrie, Sebastian Vettel remplace Scott Speed au sein de la Scuderia Toro Rosso tandis que Sakon Yamamoto fait son retour en F1 au volant de la Spyker précédemment pilotée par Markus Winkelhock.

- À l'issue des qualifications du Grand Prix de Hongrie, la FIA a décidé de priver par anticipation McLaren de tous les points que pourraient inscrire ses deux pilotes au championnat du monde des constructeurs lors du GP.

- À l'issue du Grand Prix de Turquie (12e manche du championnat du monde), les 4 pilotes qui se battent pour le championnat du monde pilote (Alonso, Hamilton, Räikkonen et Massa) totalisent chacun 3 victoires.

- Dans le cadre de l'affaire d'espionnage qui l'oppose à Ferrari, McLaren a comparu une seconde fois le jeudi 13 septembre 2007, à Paris, devant le Conseil mondial de la FIA. Le témoignage du pilote Fernando Alonso (grandement incité par la FIA à révéler les informations qu’il détenait en échange d’une amnistie tout en le menaçant de "graves conséquences" en cas de silence coupable), a en effet permis à la FIA de reprendre l'affaire en première instance alors que McLaren avait interjeté en appel. À l’issue de cette comparution où il a été révélé qu'Alonso avait eu connaissance, dès le début de la saison, de secrets de réglages de la F2007 de Kimi Räikkönen et Felipe Massa, le Conseil mondial a décidé de retirer à l'écurie McLaren-Mercedes tous les points acquis cette saison dans le Championnat du monde des constructeurs et, de plus, a infligé à l’écurie une amende de 100 millions de dollars. Le Conseil mondial a toutefois précisé que serait déduite de ces 100 millions de dollars la somme qu'aurait dû recevoir McLaren-Mercedes pour les points acquis au championnat constructeurs.

- Lors du Grand Prix du Japon (15e manche de la saison), Lewis Hamilton réalise le premier hat-trick de sa carrière tandis qu'Heikki Kovalainen monte pour la première fois sur le podium (2e du Grand Prix) et qu'Adrian Sutil inscrit son premier point en F1 (permettant par la même occasion à son écurie Spyker d'inscrire son premier point au championnat du monde des constructeurs). Sebastian Vettel quant à lui devient, à 20 ans 2 mois et 27 jours, le plus jeune pilote à mener un Grand Prix (pendant 3 tours), détrônant ainsi Fernando Alonso qui avait mené le Grand Prix de Malaisie 2003 à  21 ans 7 mois et 22 jours. Vettel permet à son écurie Toro Rosso de couvrir également ses premiers tours en tête d'un Grand Prix de Formule 1 (il a dû, cependant, abandonner après avoir percuté Mark Webber (Red Bull).

- Le vendredi 5 octobre, à l'occasion du Grand Prix de Chine, Spyker Cars N.V. annonce le rachat, pour un montant de 88 millions d'euros, de Spyker F1 Team par le consortium Orange India Holdings, constitué à parts égales de Watson Ltd. (propriété de l'homme d'affaires indien Vijay Mallya) et Strongwind (propriété de la famille de Michiel Mol).

- À l'issue du Grand Prix de Chine, Alexander Wurz, pilote titulaire Williams en 2007, annonce son retrait du championnat du monde avec effet immédiat. Wurz prend donc sa retraite après 69 départs en F1. Le mardi 9 octobre 2007, l'équipe Williams-Toyota confirme que le Japonais Kazuki Nakajima (fils de l'ancien pilote Satoru Nakajima) remplacera Alex Wurz pour le Grand Prix du Brésil. Cet engagement ne doit être considéré que comme une pige et ne lui assurera pas automatiquement un poste de pilote titulaire l'année prochaine chez Williams. Nakajima a déjà effectué plus de 7000 kilomètres d'essais privés sur la Williams FW29 et a participé à cinq reprises à des séances d'essais libres du vendredi cette saison. Sebastian Vettel a, par ailleurs, réalisé son meilleur résultat en terminant 4e à 40.618 secondes de Felipe Massa (Ferrari) et a, au passage avec son coéquipier Vitantonio Liuzzi (6e), permis à son écurie, Toro Rosso, de réaliser son meilleur résultat en F1.

- Lors du Grand Prix du Brésil, Michiel Mol, nouveau copropriétaire de l'écurie Spyker F1 Team a annoncé son intention de rebaptiser l'écurie Force India F1 dès que possible. Il doit obtenir pour cela le feu vert des autres écuries inscrites au championnat. Si cette appellation est rapidement confirmée, elle pourra être utilisée dès les séances d'essais privées de novembre et décembre.

- À l'issue du dernier Grand Prix au Brésil, les deux pilotes Ferrari et les deux pilotes McLaren ont accaparé : 
- toutes les pole positions de la saison (six pour Felipe Massa et Lewis Hamilton, trois pour Kimi Räikkönen et deux pour Fernando Alonso).
- toutes les victoires (six pour Kimi Räikkönen, quatre pour Lewis Hamilton et Fernando Alonso, trois pour Felipe Massa).
- tous les meilleurs tours en course (six pour Felipe Massa et Kimi Räikkönen, trois pour Fernando Alonso et deux pour Lewis Hamilton).

- À l'issue du Grand Prix du Brésil 2007, Kimi Räikkönen décroche son 1er titre de champion du monde de Formule 1. Il remporte le championnat avec 110 points, soit seulement 1 point de mieux que Lewis Hamilton et Fernando Alonso.

- À l'issue du dernier Grand Prix de la saison, Rubens Barrichello, pilote le plus expérimenté (250 GP) et le plus capé du plateau (519 points) n'a inscrit aucun point au championnat du monde. Cela ne lui était jamais arrivé en 15 saisons de présence en F1.

## Classement saison 2007

### Pilotes

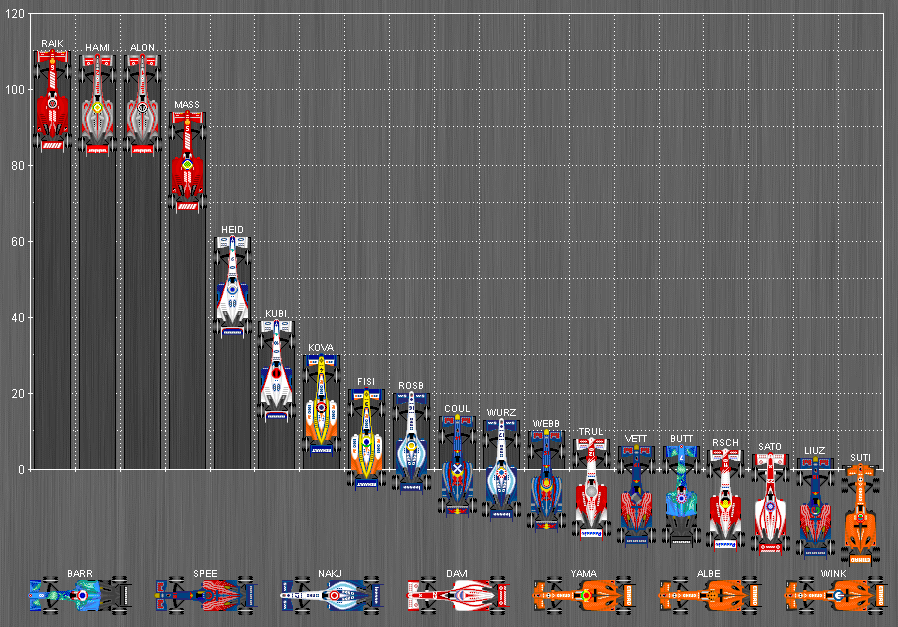
Classement du championnat du monde 2007.

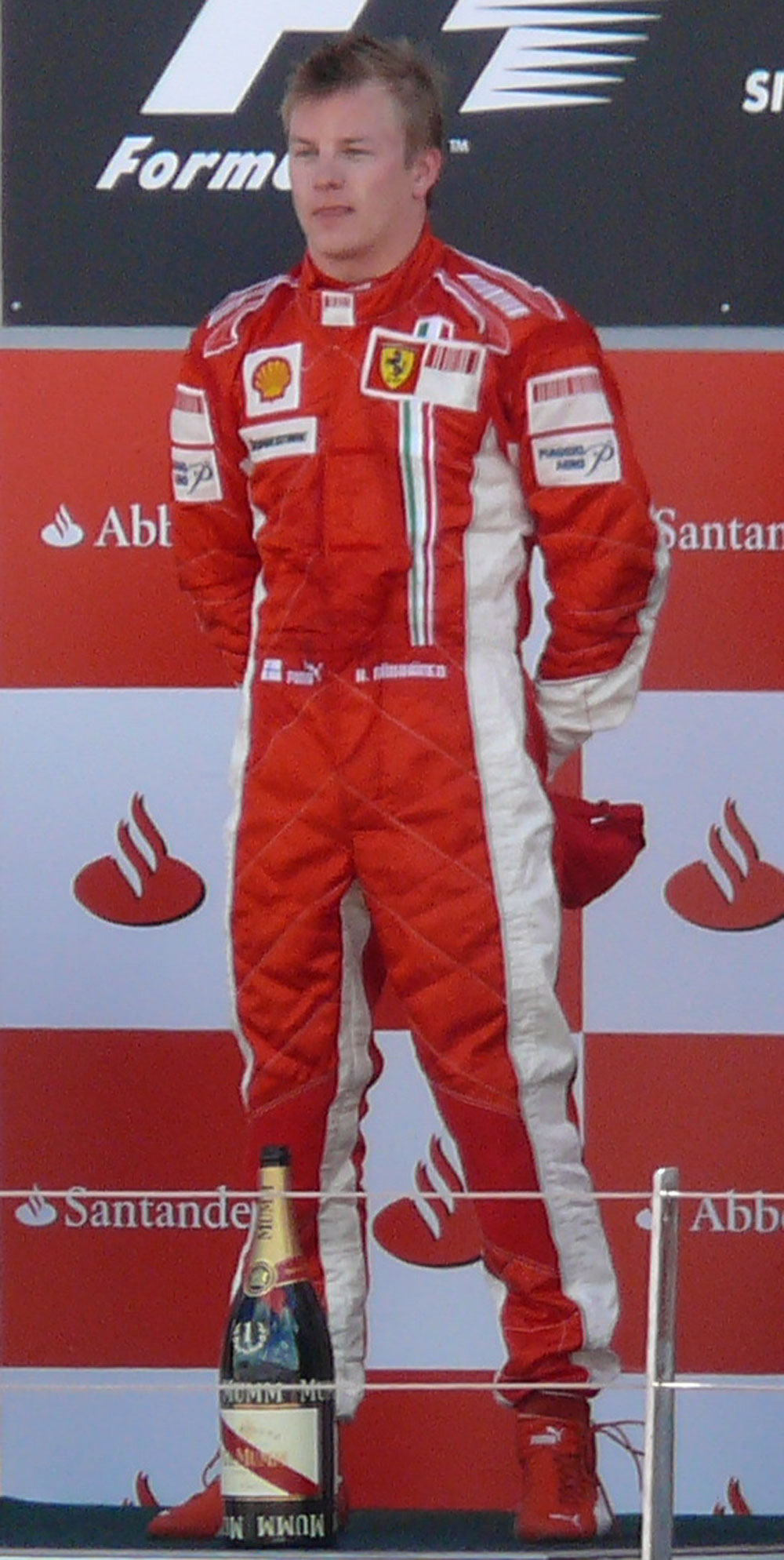
Kimi Räikkönen remporte le titre de champion du monde.
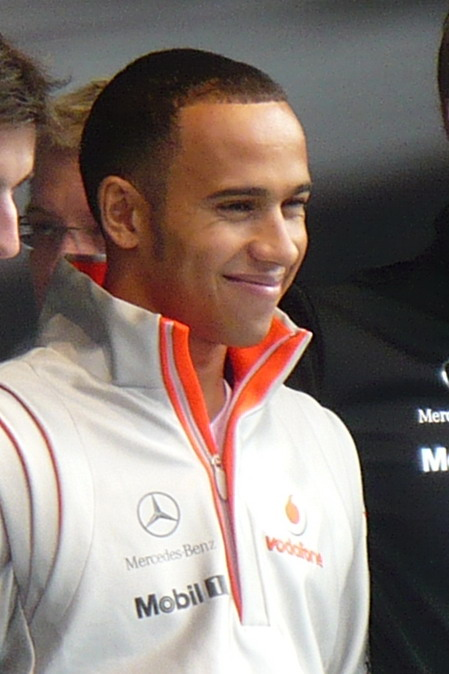
Pour ses débuts en Formule 1, Lewis Hamilton manque le titre d'un seul point.
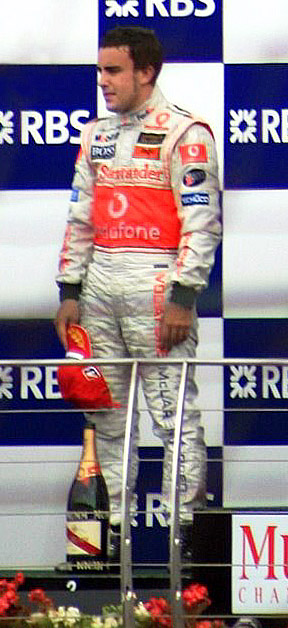
Fernando Alonso perd son titre et se classe troisième du championnat du monde.

| Pos.     | Pilotes              | AUS  | MAL  | BAR  | ESP  | MON  | CAN  | USA  | FRA  | GBR  | EUR  | HUN  | TUR  | ITA  | BEL  | JAP  | CHI  | BRA  | Points |
| -------- | -------------------- | ---- | ---- | ---- | ---- | ---- | ---- | ---- | ---- | ---- | ---- | ---- | ---- | ---- | ---- | ---- | ---- | ---- | ------ |
| Champion | Kimi Räikkönen       | 10   | 6    | 6    | Abd. | 1    | 4    | 5    | 10   | 10   | Abd. | 8    | 8    | 6    | 10   | 6    | 10   | 10   | 110    |
| 2        | Lewis Hamilton       | 6    | 8    | 8    | 8    | 8    | 10   | 10   | 6    | 6    | 0    | 10   | 4    | 8    | 5    | 10   | Abd. | 2    | 109    |
| 3        | Fernando Alonso      | 8    | 10   | 4    | 6    | 10   | 2    | 8    | 2    | 8    | 10   | 5    | 6    | 10   | 6    | Abd. | 8    | 6    | 109    |
| 4        | Felipe Massa         | 3    | 4    | 10   | 10   | 6    | DSQ  | 6    | 8    | 4    | 8    | 0    | 10   | Abd. | 8    | 3    | 6    | 8    | 94     |
| 5        | Nick Heidfeld        | 5    | 5    | 5    | Abd. | 3    | 8    | Abd. | 4    | 3    | 3    | 6    | 5    | 5    | 4    | 0    | 2    | 3    | 61     |
| 6        | Robert Kubica        | Abd. | 0    | 3    | 5    | 4    | Abd. |      | 5    | 5    | 2    | 4    | 1    | 4    | 0    | 2    | Abd. | 4    | 39     |
| 7        | Heikki Kovalainen    | 0    | 1    | 0    | 2    | 0    | 5    | 4    | 0    | 2    | 1    | 1    | 3    | 2    | 1    | 8    | 0    | Abd. | 30     |
| 8        | Giancarlo Fisichella | 4    | 3    | 1    | 0    | 5    | DSQ  | 0    | 3    | 1    | 0    | 0    | 0    | 0    | Abd. | 4    | 0    | Abd. | 21     |
| 9        | Nico Rosberg         | 2    | Abd. | 0    | 3    | 0    | 0    | 0    | 0    | 0    | Abd. | 2    | 2    | 3    | 3    | Abd. | 0    | 5    | 20     |
| 10       | David Coulthard      | Abd. | Abd. | Abd. | 4    | 0    | Abd. | Abd. | 0    | 0    | 4    | 0    | 0    | Abd. | Abd. | 5    | 1    | 0    | 14     |
| 11       | Alexander Wurz       | Abd. | 0    | 0    | Abd. | 2    | 6    | 0    | 0    | 0    | 5    | 0    | 0    | 0    | Abd. | Abd. | 0    |      | 13     |
| 12       | Mark Webber          | 0    | 0    | Abd. | Abd. | Abd. | 0    | 2    | 0    | Abd. | 6    | 0    | Abd. | 0    | 2    | Abd. | 0    | Abd. | 10     |
| 13       | Jarno Trulli         | 0    | 2    | 2    | Abd. | 0    | Abd. | 3    | Abd. | Abd. | 0    | 0    | 0    | 0    | 0    | 0    | 0    | 1    | 8      |
| 14       | Sebastian Vettel     |      |      |      |      |      |      | 1    |      |      |      | 0    | 0    | 0    | Abd. | Abd. | 5    | Abd. | 6      |
| 15       | Jenson Button        | 0    | 0    | Abd. | 0    | 0    | Abd. | 0    | 1    | 0    | Abd. | Abd. | 0    | 1    | Abd. | 0    | 4    | Abd. | 6      |
| 16       | Ralf Schumacher      | 1    | 0    | 0    | Abd. | 0    | 1    | Abd. | 0    | Abd. | Abd. | 3    | 0    | 0    | 0    | Abd. | Abd. | 0    | 5      |
| 17       | Takuma Satō          | 0    | 0    | Abd. | 1    | 0    | 3    | Abd. | 0    | 0    | Abd. | 0    | 0    | 0    | 0    | 0    | 0    | 0    | 4      |
| 18       | Vitantonio Liuzzi    | 0    | 0    | Abd. | Abd. | Abd. | Abd. | 0    | Abd. | 0    | Abd. | Abd. | 0    | 0    | 0    | 0    | 3    | 0    | 3      |
| 19       | Adrian Sutil         | 0    | Abd. | 0    | 0    | Abd. | Abd. | 0    | 0    | Abd. | Abd. | 0    | 0    | 0    | 0    | 1    | Abd. | Abd. | 1      |
| 20       | Rubens Barrichello   | 0    | 0    | 0    | 0    | 0    | 0    | Abd. | 0    | 0    | 0    | 0    | 0    | 0    | 0    | 0    | 0    | Abd. | 0      |
| 21       | Scott Speed          | Abd. | 0    | Abd. | Abd. | 0    | Abd. | 0    | Abd. | Abd. | Abd. |      |      |      |      |      |      |      | 0      |
| 22       | Kazuki Nakajima      |      |      |      |      |      |      |      |      |      |      |      |      |      |      |      |      | 0    | 0      |
| 23       | Anthony Davidson     | 0    | 0    | 0    | 0    | 0    | 0    | 0    | Abd. | Abd. | 0    | Abd. | 0    | 0    | 0    | Abd. | Abd. | 0    | 0      |
| 24       | Sakon Yamamoto       |      |      |      |      |      |      |      |      |      |      | Abd. | 0    | 0    | 0    | 0    | 0    | Abd. | 0      |
| 25       | Christijan Albers    | Abd. | Abd. | 0    | 0    | 0    | Abd. | 0    | Abd. | 0    |      |      |      |      |      |      |      |      | 0      |
| 26       | Markus Winkelhock    |      |      |      |      |      |      |      |      |      | Abd. |      |      |      |      |      |      |      | 0      |

### Constructeurs
| Pos.   | Constructeurs      | Pilotes              | AUS  | MAL  | BAR  | ESP  | MON  | CAN  | USA  | FRA  | GBR  | EUR  | HUN  | TUR  | ITA  | BEL  | JAP  | CHI  | BRA  | Points  |
| ------ | ------------------ | -------------------- | ---- | ---- | ---- | ---- | ---- | ---- | ---- | ---- | ---- | ---- | ---- | ---- | ---- | ---- | ---- | ---- | ---- | ------- |
| Champ. | Ferrari            | Kimi Räikkönen       | 10   | 6    | 6    | Abd. | 1    | 4    | 5    | 10   | 10   | Abd. | 8    | 8    | 6    | 10   | 6    | 10   | 10   | 204     |
| Champ. | Ferrari            | Felipe Massa         | 3    | 4    | 10   | 10   | 6    | DSQ  | 6    | 8    | 4    | 8    | 0    | 10   | Abd. | 8    | 3    | 6    | 8    | 204     |
| 2      | BMW Sauber         | Nick Heidfeld        | 5    | 5    | 5    | Abd. | 3    | 8    | Abd. | 4    | 3    | 3    | 6    | 5    | 5    | 4    | 0    | 2    | 3    | 101     |
| 2      | BMW Sauber         | Robert Kubica        | Abd. | 0    | 3    | 5    | 4    | Abd. |      | 5    | 5    | 2    | 4    | 1    | 4    | 0    | 2    | Abd. | 4    | 101     |
| 2      | BMW Sauber         | Sebastian Vettel     |      |      |      |      |      |      | 1    |      |      |      |      |      |      |      |      |      |      | 101     |
| 3      | Renault            | Heikki Kovalainen    | 0    | 1    | 0    | 2    | 0    | 5    | 4    | 0    | 2    | 1    | 1    | 3    | 2    | 1    | 8    | 0    | Abd. | 51      |
| 3      | Renault            | Giancarlo Fisichella | 4    | 3    | 1    | 0    | 5    | DSQ  | 0    | 3    | 1    | 0    | 0    | 0    | 0    | Abd. | 4    | 0    | Abd. | 51      |
| 4      | Williams-Toyota    | Nico Rosberg         | 2    | Abd. | 0    | 3    | 0    | 0    | 0    | 0    | 0    | Abd. | 2    | 2    | 3    | 3    | Abd. | 0    | 5    | 35      |
| 4      | Williams-Toyota    | Alexander Wurz       | Abd. | 0    | 0    | Abd. | 2    | 6    | 0    | 0    | 0    | 5    | 0    | 0    | 0    | Abd. | Abd. | 0    |      | 35      |
| 4      | Williams-Toyota    | Kazuki Nakajima      |      |      |      |      |      |      |      |      |      |      |      |      |      |      |      |      | 0    | 35      |
| 5      | Red Bull-Renault   | David Coulthard      | Abd. | Abd. | Abd. | 4    | 0    | Abd. | Abd. | 0    | 0    | 4    | 0    | 0    | Abd. | Abd. | 5    | 1    | 0    | 24      |
| 5      | Red Bull-Renault   | Mark Webber          | 0    | 0    | Abd. | Abd. | Abd. | 0    | 2    | 0    | Abd. | 6    | 0    | Abd. | 0    | 2    | Abd. | 0    | Abd. | 24      |
| 6      | Toyota             | Jarno Trulli         | 0    | 2    | 2    | Abd. | 0    | Abd. | 3    | Abd. | Abd. | 0    | 0    | 0    | 0    | 0    | 0    | 0    | 1    | 13      |
| 6      | Toyota             | Ralf Schumacher      | 1    | 0    | 0    | Abd. | 0    | 1    | Abd. | 0    | Abd. | Abd. | 3    | 0    | 0    | 0    | Abd. | Abd. | 0    | 13      |
| 7      | Toro Rosso-Ferrari | Scott Speed          | Abd. | 0    | Abd. | Abd. | 0    | Abd. | 0    | Abd. | Abd. | Abd. |      |      |      |      |      |      |      | 8       |
| 7      | Toro Rosso-Ferrari | Sebastian Vettel     |      |      |      |      |      |      |      |      |      |      | 0    | 0    | 0    | Abd. | Abd. | 5    | Abd. | 8       |
| 7      | Toro Rosso-Ferrari | Vitantonio Liuzzi    | 0    | 0    | Abd. | Abd. | Abd. | Abd. | 0    | Abd. | 0    | Abd. | Abd. | 0    | 0    | 0    | 0    | 3    | 0    | 8       |
| 8      | Honda              | Jenson Button        | 0    | 0    | Abd. | 0    | 0    | Abd. | 0    | 1    | 0    | Abd. | Abd. | 0    | 1    | Abd. | 0    | 4    | Abd. | 6       |
| 8      | Honda              | Rubens Barrichello   | 0    | 0    | 0    | 0    | 0    | 0    | Abd. | 0    | 0    | 0    | 0    | 0    | 0    | 0    | 0    | 0    | Abd. | 6       |
| 9      | Super Aguri-Honda  | Takuma Satō          | 0    | 0    | Abd. | 1    | 0    | 3    | Abd. | 0    | 0    | Abd. | 0    | 0    | 0    | 0    | 0    | 0    | 0    | 4       |
| 9      | Super Aguri-Honda  | Anthony Davidson     | 0    | 0    | 0    | 0    | 0    | 0    | 0    | Abd. | Abd. | 0    | Abd. | 0    | 0    | 0    | Abd. | Abd. | 0    | 4       |
| 10     | Spyker-Ferrari     | Adrian Sutil         | 0    | Abd. | 0    | 0    | Abd. | Abd. | 0    | 0    | Abd. | Abd. | 0    | 0    | 0    | 0    | 1    | Abd. | Abd. | 1       |
| 10     | Spyker-Ferrari     | Christijan Albers    | Abd. | Abd. | 0    | 0    | 0    | Abd. | 0    | Abd. | 0    |      |      |      |      |      |      |      |      | 1       |
| 10     | Spyker-Ferrari     | Markus Winkelhock    |      |      |      |      |      |      |      |      |      | Abd. |      |      |      |      |      |      |      | 1       |
| 10     | Spyker-Ferrari     | Sakon Yamamoto       |      |      |      |      |      |      |      |      |      |      | Abd. | 0    | 0    | 0    | 0    | 0    | Abd. | 1       |
| DSQ    | McLaren-Mercedes   | Lewis Hamilton       | 6    | 8    | 8    | 8    | 8    | 10   | 10   | 6    | 6    | 0    | 10   | 4    | 8    | 5    | 10   | Abd. | 2    | 0 (218) |
| DSQ    | McLaren-Mercedes   | Fernando Alonso      | 8    | 10   | 4    | 6    | 10   | 2    | 8    | 2    | 8    | 10   | 5    | 6    | 10   | 6    | Abd. | 8    | 6    | 0 (218) |

- Note : Les pilotes McLaren ont marqué 15 points à l'occasion du Grand Prix de Hongrie mais, en raison du comportement de l'écurie lors des qualifications, les commissaires ont décidé que ces points ne seraient pas inscrits au championnat du monde des constructeurs. McLaren a fait appel de cette décision avant de se désister le 18 septembre.

- Note : Le jugement du Conseil Mondial de la FIA rendu le 13 septembre 2007 condamne l'écurie McLaren Mercedes au retrait de tous les points inscrits au championnat des constructeurs et lui inflige une amende record de 100 millions de dollars. De plus l'écurie ne pourra pas inscrire de nouveaux points au championnat constructeur cette saison. L'écurie n'a pas fait appel de cette décision. Par contre, aucune sanction n'est prononcée à l'encontre des pilotes, lesquels conservent leurs points acquis.